# Austrofaszyzm

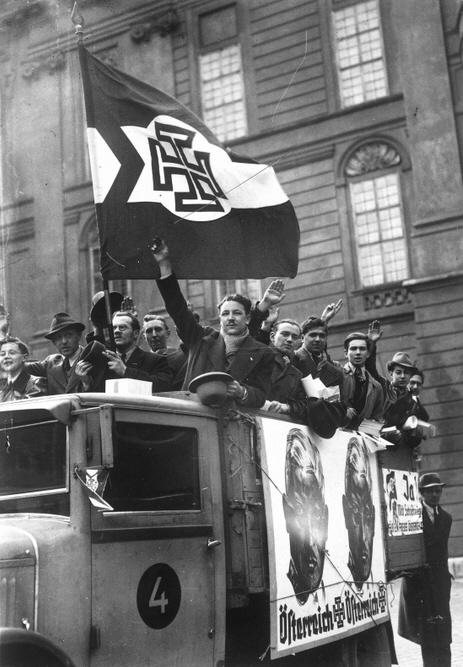
Zwolennicy austriackiego Frontu Ojczyźnianego w 1938 roku

Austrofaszyzm – określenie używane często w stosunku do prawicowych i autorytarnych rządów mających miejsce w Austrii pomiędzy 1934 a 1938 rokiem. Bazowały one na rządzącej partii, Froncie Ojczyźnianym (Vaterländische Front) i oddziałach paramilitarnych Heimwehr. Liderem austrofaszyzmu był Engelbert Dollfuß, a po jego zabójstwie Kurt Schuschnigg. Obaj byli początkowo politykami Austriackiej Partii Chrześcijańsko-Społecznej (CS), która szybko weszła w skład nowego ruchu.

## Źródła i ideologia
System ideologii austrofaszyzmu oparty był na włoskim faszyzmie Mussoliniego i konserwatywnym politycznym katolicyzmie (faszyzm klerykalny). Główne założenia programowe zostały wyłożone w programie CS z Korneuburg z dnia 18 maja 1930. Oznaczał on zastąpienie demokratycznej konstytucji i parlamentaryzmu przez system autorytarny, nazywany Ständestaat. Austria stała się Bundesstaat Österreich, federacją austriacką, a nie republiką.

## Historia
W marcu 1933 roku Dollfuß rozpoczął działania skierowane przeciwko opozycji, przede wszystkim socjaldemokratom, którzy odpowiedzieli na to tzw. powstaniem lutowym w 1934 roku. Następnym etapem była autorytarna konstytucja z 1 maja 1934. Austrofaszyzm panował do czasu Anschlussu dokonanego przez Niemcy w 1938 roku.

## Krytyka terminu
Pomimo częstego używania określenia „austrofaszyzm” przez samych członków reżimu, jest ono dzisiaj krytykowane. Robią to przede wszystkim reprezentanci Austriackiej Partii Ludowej (ÖVP), powojennego kontynuatora linii programowej CS, spośród których część nie dystansuje się od przedwojennego reżimu Frontu Ojczyźnianego. Zazwyczaj podkreślają oni walkę austrofaszystów o niepodległość Austrii i przeciwko narodowym socjalistom. Inne ugrupowania krytykują natomiast ÖVP za wieszanie portretów Dollfußa, człowieka, który zlikwidował parlamentaryzm, na ścianach swoich biur w austriackim parlamencie.
Dyskusji nie podlega autorytarny charakter reżimu. W tamtym czasie uwięziono w obozach koncentracyjnych, zwanych Anhaltelager i centrami więziennymi, członków opozycji, w większości komunistów i socjaldemokratów. Część historyków zaznacza jednak, iż rządom Frontu Ojczyźnianego brakowało wielu cech charakterystycznych dla prawdziwego faszyzmu. Pomimo tego, że partia rządząca używała faszystowskich symboli takich jak Kruckenkreuz i została stworzona jako partia populistyczna, brakowało jej poparcia w społeczeństwie, zwłaszcza wśród robotników, którzy wspierali komunistów lub nazistów. Rząd austriacki nie prowadził również polityki ekspansjonistycznej.